# Bong Joon-ho
Joon-ho Bong (în coreeană 봉준호; ; n. 14 septembrie 1969, Daegu, Coreea de Sud) este un regizor și producător de filme sud-coreean, triplu câștigător al Premiului Oscar. Acesta este cunoscut deoarece a regizat filmul Parasite. Filmele lui conțin teme sociale, schimbări bruște de ton, dar și umor negru.

## Filmografie
- 2000 – Barking Dogs Never Bite
- 2003 – Amintiri despre crime
- 2006 – Gwoemul
- 2009 – Mama
- 2013 – Expresul zăpezii
- 2017 – Okja
- 2019 – Parazit